# Ceuthomantinae
Ceuthomantinae es un clado de anfibios anuros de la familia Craugastoridae. Sus 519 especies se distribuyen por Centroamérica, Sudamérica y las Antillas Menores.

## Taxonomía
Se reconocen los siguientes según ASW:
- Ceuthomantis Heinicke, Duellman, Trueb, Means, MacCulloch & Hedges, 2009 (4 sp.) (tipo)
- Dischidodactylus Lynch, 1979 (2 sp.)
- Pristimantis Jiménez de la Espada, 1870 (505 sp.)
- Tachiramantis Heinicke, Barrio-Amorós & Hedges, 2015 (3 sp.)
- Yunganastes Padial, Castroviejo-Fisher, Köhler, Domic & De la Riva, 2007 (5 sp.)

## Galería

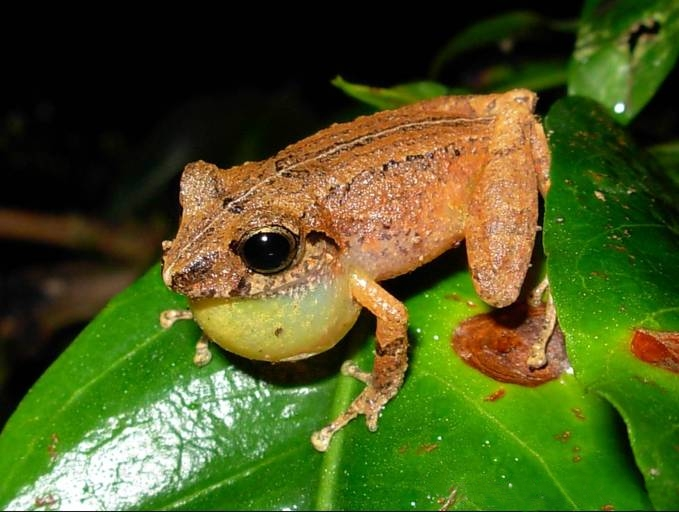
Pristimantis boulengeri
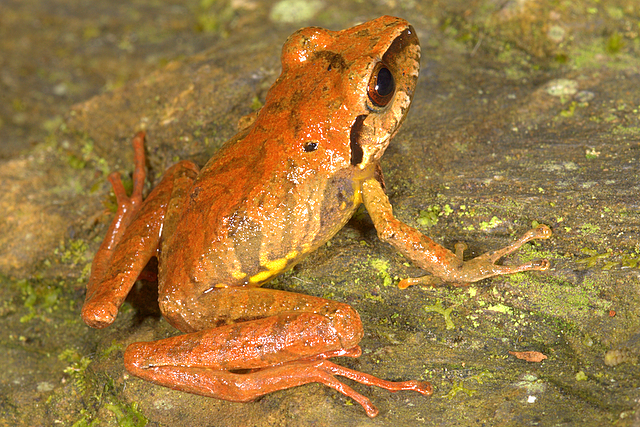
Pristimantis danae
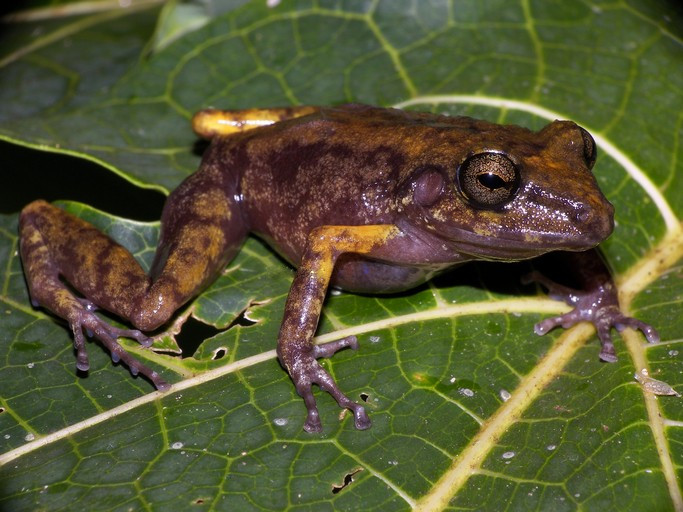
Pristimantis gaigeae
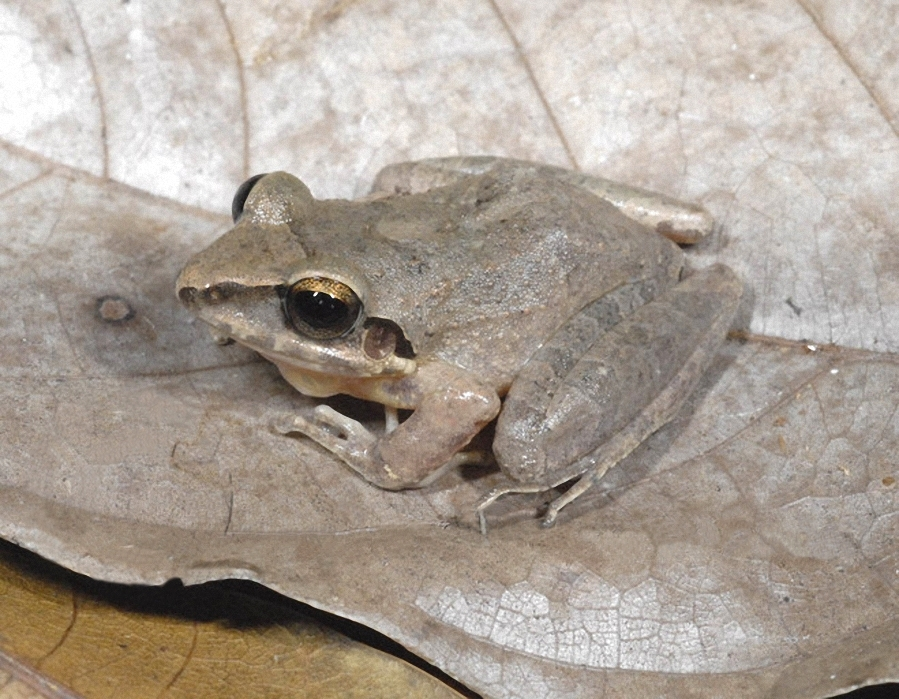
Pristimantis lymani
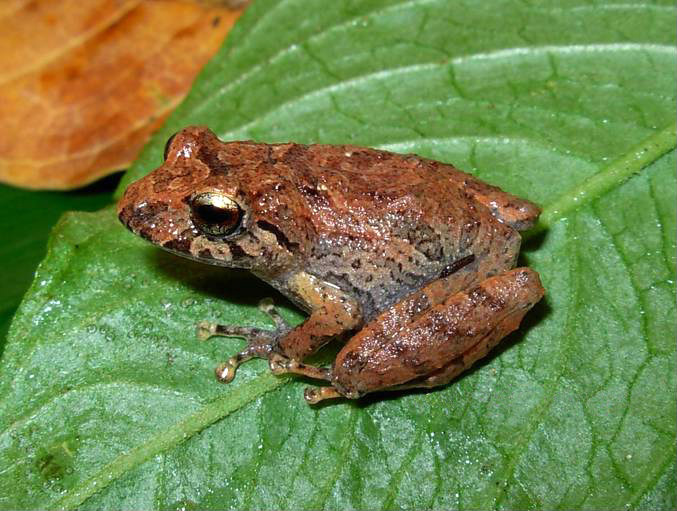
Pristimantis paisa
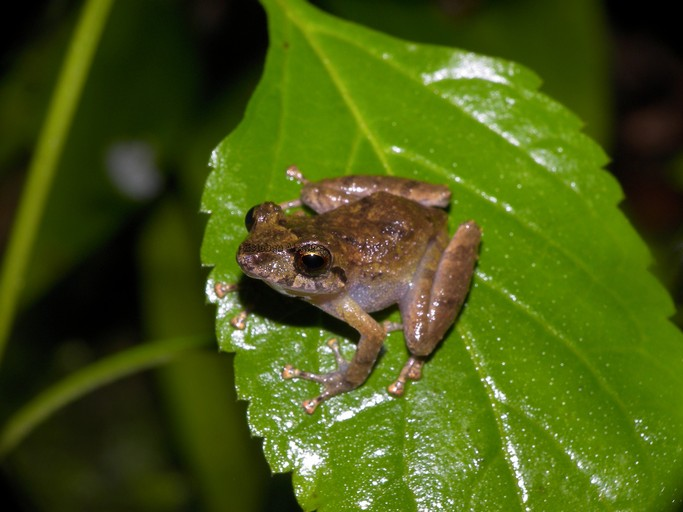
Pristimantis palmeri
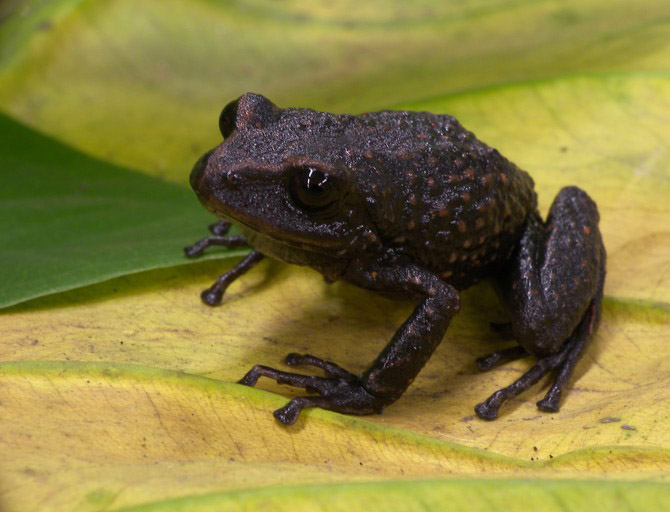
Pristimantis parectatus
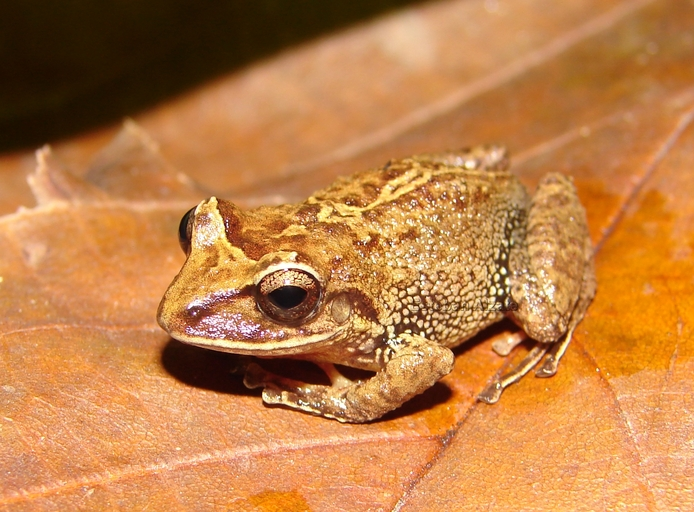
Pristimantis permixtus
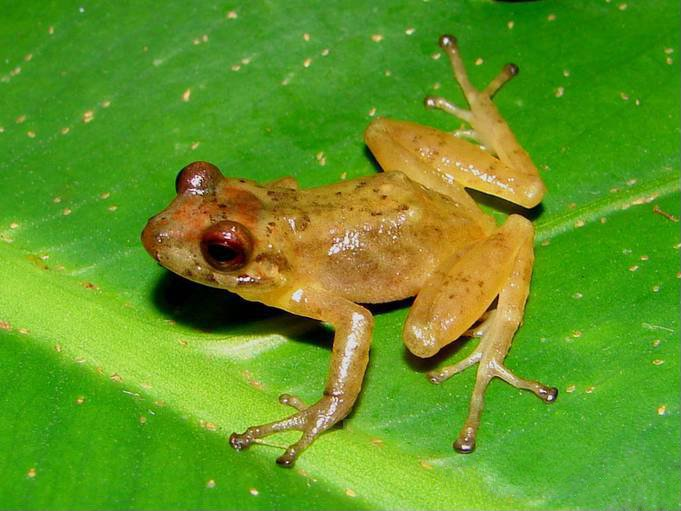
Pristimantis prolixodiscus
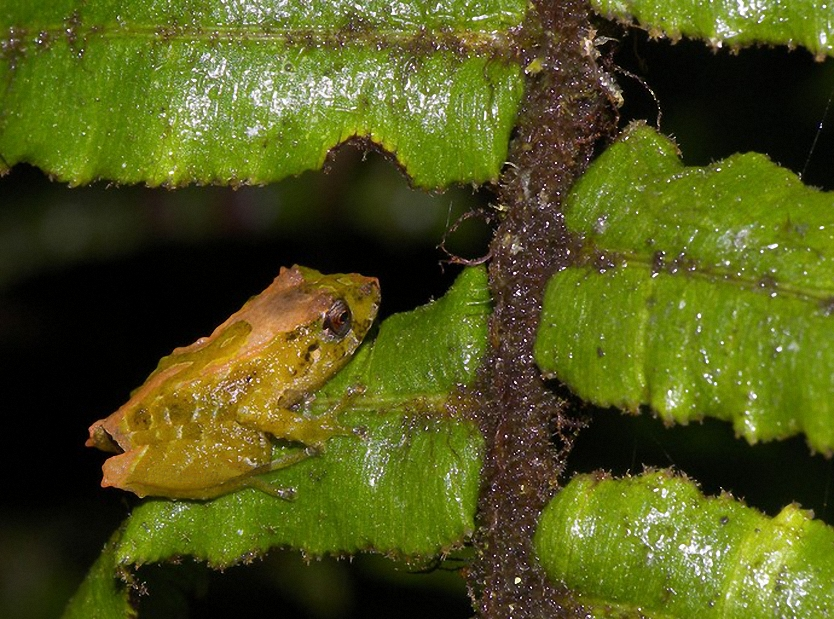
Pristimantis uranobates